# Orde van Verdienste voor de Nationale Economie
De Orde van Verdienste voor de Nationale Economie (Frans: "Ordre de l'Economie Nationale") werd op 6 januari 1954 ingesteld en was een van de negentien "ministeriële orden" van de Franse republiek en werd in met 15 andere Franse orden op 1 januari 1963 vervangen door de Nationale Orde van Verdienste. Het was een orde voor ambtenaren. De orde werd verleend voor verdienste voor de Franse economie.
De orde werd door een Raad die werd voorgezeten door de minister van Financiën beheerd. Ieder jaar werden 75 ridders, 15 officieren en 8 commandeurs benoemd.

## De drie rangen van de orde
- Commandeur - De commandeur draagt een groot uitgevoerd wit geëmailleerd gouden kleinood van de orde aan een lint om de hals. Tussen de benoeming tot officier en de bevordering tot commandeur moesten vijf jaar verlopen.
- Officier - De officier draagt een wit geëmailleerd gouden kleinood aan een lint met een rozet op de linkerborst. Tussen de eerste benoeming en de bevordering moesten vijf jaar verlopen.
- Ridder - De ridder draagt een wit geëmailleerd zilveren kleinood aan een lint op de linkerborst. De ridder moest ten minste 35 jaar oud zijn en ten minste tien jaar hebben gewerkt. In bijzondere omstandigheden en voor Officieren en commandeurs in het Legioen van Eer werd een uitzondering gemaakt.

## De versierselen van de orde
Het kleinood van de orde was een vijfarmig witgeëmailleerd gouden of zilveren kruis met vijf gouden punten tussen de armen. In het midden is een gouden of zilveren medaillon geplaatst dat "Marianne" met een lauwerkrans op heur haar voorstelt. Om haar hoofd staat "REPUBLIQUE FRANCAISE" geschreven.
Het kruis is in alle drie klassen met een verhoging de vorm van een tandwiel aan het lint bevestigd.
Op de keerzijde is een windroos afgebeeld met de woorden "ORDRE DE L’ECONOMIE NATIONALE". Het lint was oranje.

De seculiere Franse Republiek kende geen ridderorden die de traditionele vorm van een kruis hebben. Daarom werd bij de vormgeving van deze door Raymond Joly ontworpen decoratie voor een modern vormgegeven kruis in de stijl van Napoleons Legioen van Eer gekozen.
Zie ook: lijst van historische orden van Frankrijk.